# Confédération de Sénégambie
Ne doit pas être confondu avec Sénégambie.
1982–1989
- Sénégal
- Gambie

Entités précédentes :
- Sénégal
- Gambie

Entités suivantes :
- Sénégal
- Gambie

La confédération de Sénégambie (en anglais : Senegambia Confederation) est l'union qui associa entre 1982 et 1989 deux pays d'Afrique de l'Ouest, le Sénégal et la Gambie, afin de promouvoir la coopération entre les deux nations, surtout dans le domaine des affaires étrangères et des communications internes. Il s'agissait notamment, pour le Sénégal, de désenclaver la Casamance, région du Sénégal méridional, partiellement isolée du reste du pays par le territoire gambien.

## Histoire
Le principe de l'union était posé depuis l'indépendance. Lorsque le président gambien Dawda Jawara est victime d'un coup d'État le 30 juillet 1981, les forces armées du Sénégal se portent à son secours et rétablissent la situation en quelques jours. 
Annoncé officiellement le 14 novembre 1981 lors d'une cérémonie à Banjul – capitale de la Gambie –, signé le 17 décembre 1981 par le président du Sénégal Abdou Diouf et son homologue gambien Dawda Jawara, le pacte entre en vigueur le 1er février 1982.
Malgré les souhaits exprimés par certains de voir la confédération servir de base à la construction d'un État sénégambien, la confédération de Sénégambie est d'abord gelée en août 1989 à la demande d'Abdou Diouf, puis dissoute le 30 septembre 1989 à la demande du Sénégal, car des intérêts trop divergents séparent les deux pays.

## Fonctionnement
Le traité entre les deux États, qui affirme à chacun le maintien de sa souveraineté et de son indépendance, dote la confédération de plusieurs organes : un président (nécessairement un Sénégalais), un vice-président (nécessairement un Gambien), un gouvernement (composé de cinq Sénégalais et de quatre Gambiens) et une Assemblée (composée de 40 Sénégalais et de 20 Gambiens). Assez classiquement, cette confédération est chargée de coordonner les politiques en matière d'affaires étrangères. Elle a en outre vocation à améliorer les communications à l'intérieur des deux États.